# 斯夸爾斯 (密蘇里州)
斯夸爾斯（英語：Squires）是位於美國密蘇里州道格拉斯縣的非建制地區。

## 歷史
斯夸爾斯的郵局自1888年營運至今。

## 地理
斯夸爾斯所處的海拔為高於海平面418米（即1371英呎），而該地所採用的時區為UTC-6，即北美中部時區（CST）。同時該地設有夏令時間，為UTC-6調快一小時，即UTC-5（CDT）。